# Melanichneumon foxleei
Melanichneumon foxleei är en stekelart som beskrevs av Heinrich 1961. Melanichneumon foxleei ingår i släktet Melanichneumon och familjen brokparasitsteklar. Inga underarter finns listade i Catalogue of Life.